# Островський Юрій Петрович
Ю́рій Петро́вич Остро́вський (нар. 6 січня 1952, Борисов) — білоруський кардіохірург, доктор медичних наук (1996), професор (2000). 
Академік Національної академії наук Білорусі (2014). Член Європейської асоціації торакальних та серцево-судинних хірургів, Європейської асоціації серцево-судинних хірургів, Європейського товариства кардіологів (FESC), Російської асоціації серцево-судинних хірургів. Заслужений лікар Республіки Білорусь (2009). Лауреат Державної премії Білорусі в галузі науки і техніки.

## Життєпис
Народився в сім'ї лікарів: батько, Петро Островський, — видатний білоруський гінеколог, мати, Галина Островська, — інфекціоніст.
Закінчив Мінський медичний інститут (1974).
Першу операцію виконав у 1979 році.
1997—2004 — керівник відділу серцево-судинної хірургії БілНДІ кардіології (з 2000 — Республіканський науково-практичний центр (РНПЦ) «Кардіологія»), заступник директора РНПЦ, від 1999 — куратор курсу серцево-судинної хірургії в Білоруської медичної академії післядипломної освіти (БелМАПО), від 1 лютого 2008 — завідувач кафедри кардіохірургії з курсом трансплантології БелМАПО. Від 2014 — завідувач лабораторією хірургії серця ДУ "Республіканський науково-практичний центр «Кардіологія».
Від 2013 — головний позаштатний кардіохірург Міністерства охорони здоров'я Білорусі.

## Нагороди
- медаль «60 років Збройних сил СРСР» (1978);
- орден Пошани;
- золота медаль на міжнародній виставці в Болгарії (Софія) за штучний клапан серця «Планікс-Д». (2001);
- Почесна грамота Міністерства охорони здоров'я Республики Беларуси (2012).

Удостоєний подяки Президента Республіки Білорусь (2001), звання «Мінчанин року» (2009).

## Доробок
Автор 530 наукових праць, із них 9 монографій, в тому числі «Хірургія серця», більше 150 наукових статей, 25 патентів на винаходи.

### Праці
- Островский, Ю. П. Защита миокарда в хирургии сердца / Ю. П. Островский, Л. Г. Шестакова. — Минск: Хата, 1999. — 170 с.
- Хирургия сердца / Ю. П. Островский [и др.] ; под ред. Ю. П. Островского. — Минск: Хата, 1999. — 344 с.
- Губаревич, И. Г. Трансмиокардиальная лазерная реваскуляризация с использованием неодимового лазера в лечении больных ИБС с дистальным типом поражения коронарных артерий / И. Г. Губаревич, Ю. П. Островский. — Минск: Соврем. шк., 2005. — 92 с.
- Островский, Ю. П. Хирургия сердца: руководство / Ю. П. Островский. — Москва: Мед. лит., 2007. — 562 с.
- Кардиохирургия. Диагностика, хирургическая тактика, периоперационное ведение : справочник/ Ю. П. Островский [и др.] ; под ред. Ю. П. Островского. – Москва : Мед. лит., 2014. - 497 с.